# Mariä-Himmelfahrt-Kirche von Marinka (Mariupol)

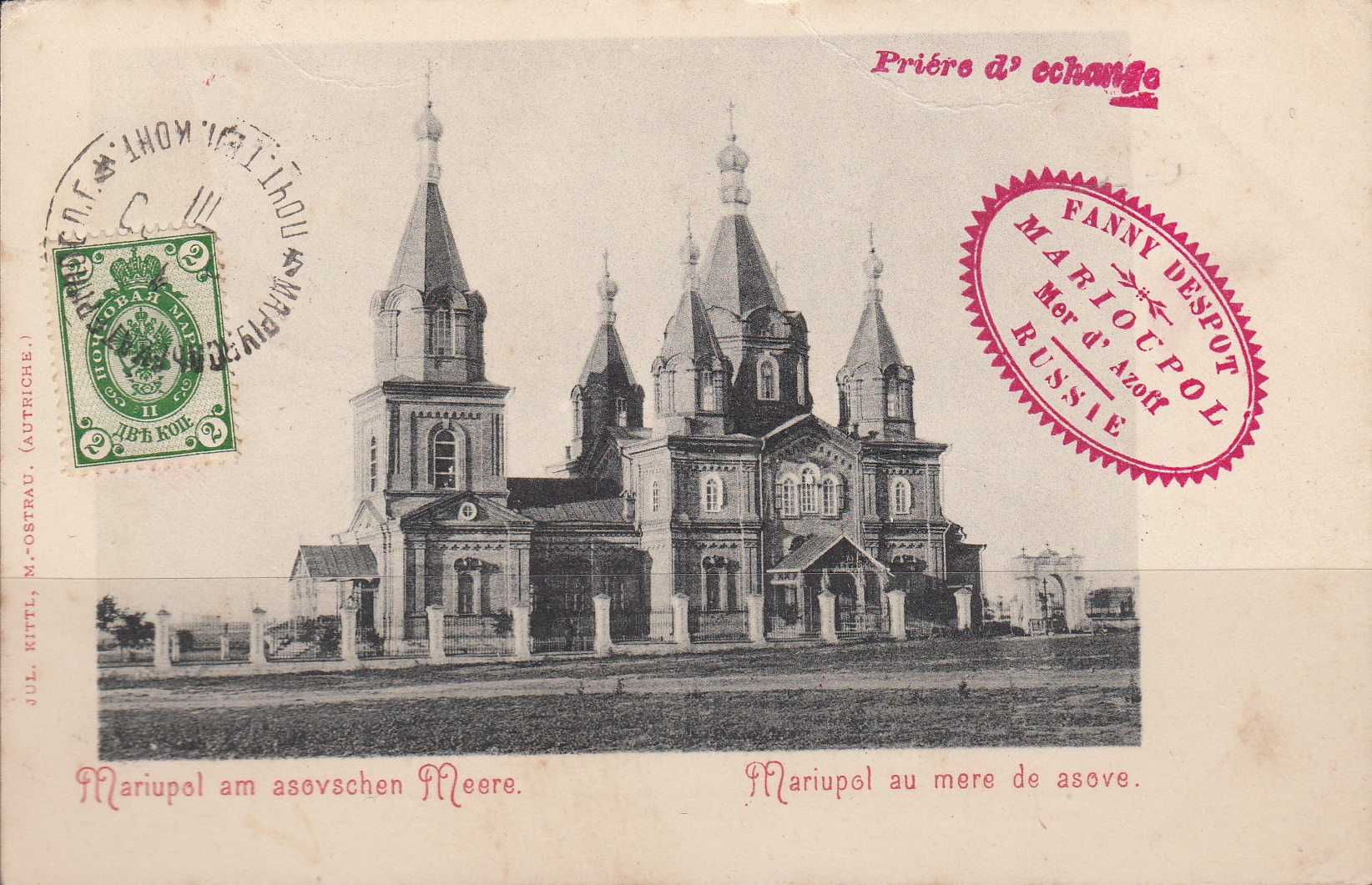
Postkarte mit der Mariä-Himmelfahrt-Kirche von Marinka

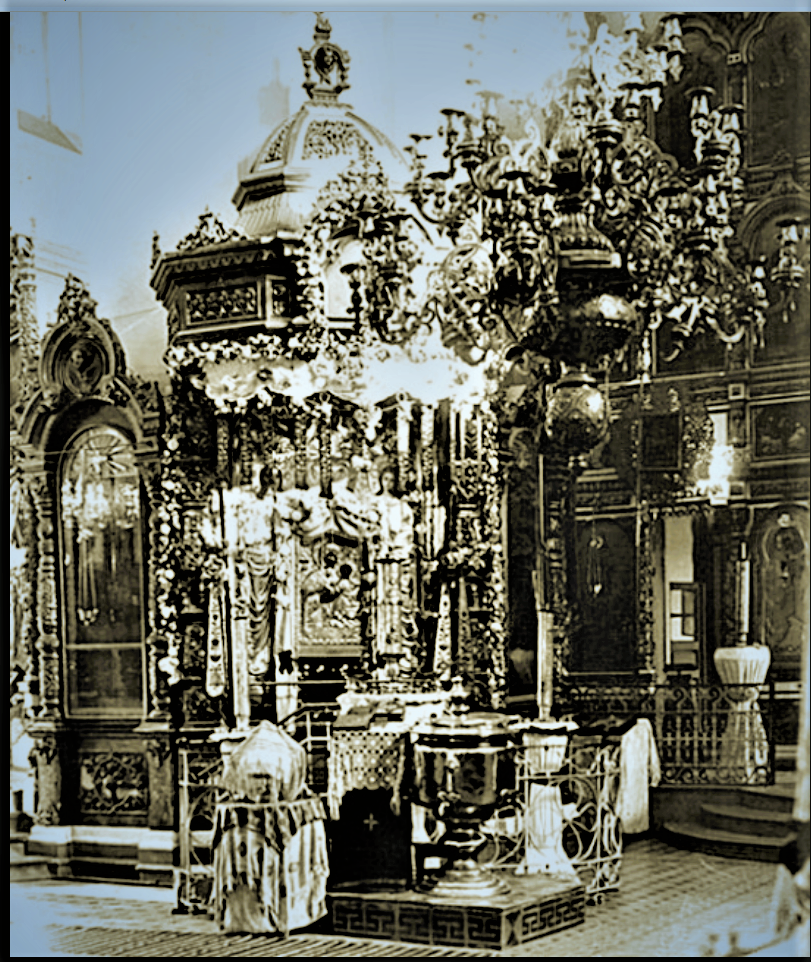
Schrein mit der Ikone der Hodegetria

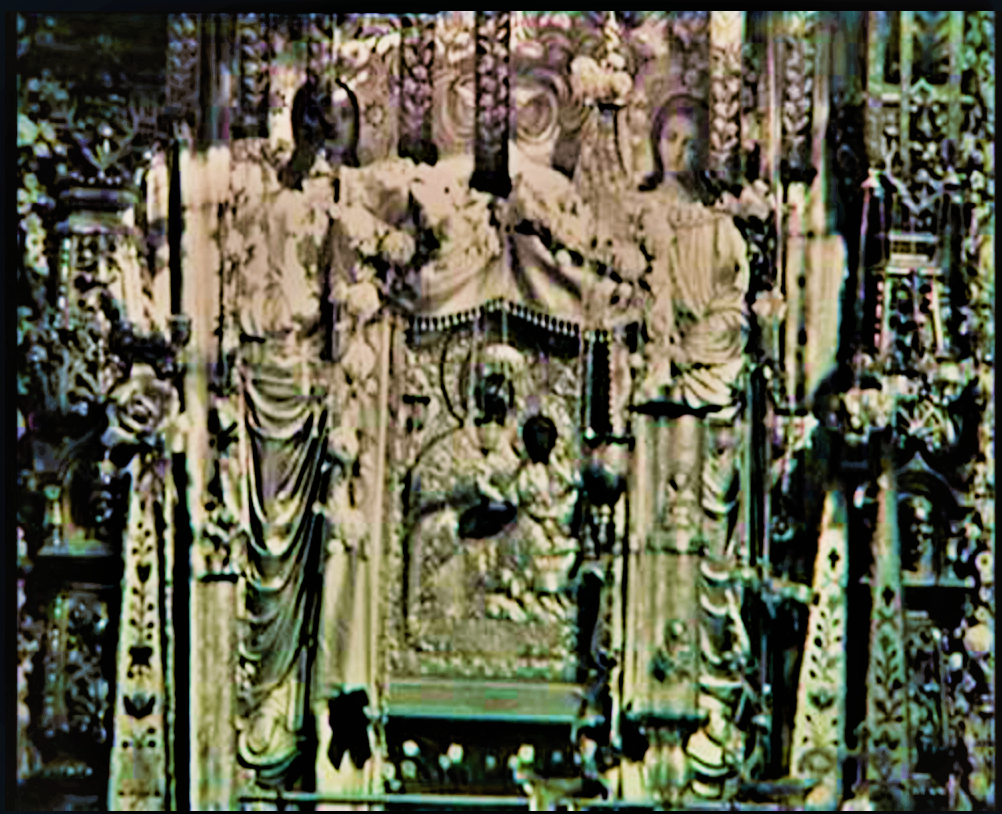
Ikone der Hodegetria

Die Mariä-Himmelfahrt-Kirche von Marinka in Mariupol (ukrainisch Успенська церква, russisch Церковь Успения Пресвятой Богородицы, auch Мариинская церковь) war eine für den Mariupoler Stadtteil Marinka erbaute Mariä-Himmelfahrt-Kirche.

## Geschichte
Metropolit Ignatius veranlasste im Jahr 1782 den Bau einer kleinen Holzkirche im Norden der Stadt, die aber bereits nach 14 Jahren baufällig war und abgebrochen werden musste. Hiob, der Bischof von Feodossija und Mariupol, genehmigte den Bau einer Nachfolgerkirche, die aber erst im Jahre 1804 geweiht wurde. Dieser Steinbau erwies sich später als zu klein. Erneut stimmte Feodossija einem Neubau zu, und so konnte am 26. Mai 1887 eine neue Steinkirche entstehen.
In der Himmelfahrtskirche befand sich eine besonders verehrte Ikone der Hodegetria (russisch икона Матери Божией Одигитрии), die von den Griechen von der Krim mitgebracht wurde, und die die Ikonostase schmückte. Die Ikone war Ende des 15. Jahrhunderts entstanden und wurde auf der Krim in einer Klause aufbewahrt. Das Dorf, das sich bei dieser Klause nahe Bachtschyssaraj befand, wurde Mariampol genannt und gilt als Namensgeber für Mariupol, wohin die Griechen in den 1770er Jahren auswanderten. Sie galt als wundertätige Ikone und viele Kranke und Pilger kamen das ganze Jahr über aus verschiedenen Teilen des Landes, insbesondere aber von den Küsten des Asowschen Meeres und des Schwarzen Meeres, sowohl auf der Krim als auch nach der Umsiedlung zu dieser Ikone. Als im Jahr 1848 die Cholera viele Opfer forderte, wurde der Ikone nachgesagt, die Seuche beenden zu können. Viele versammelten sich zum Fest der Hodegetria am 15. August. Dadurch konnte der Bau der Kirche ausschließlich „auf Kosten der Gottesdienstbesucher“ erfolgen.

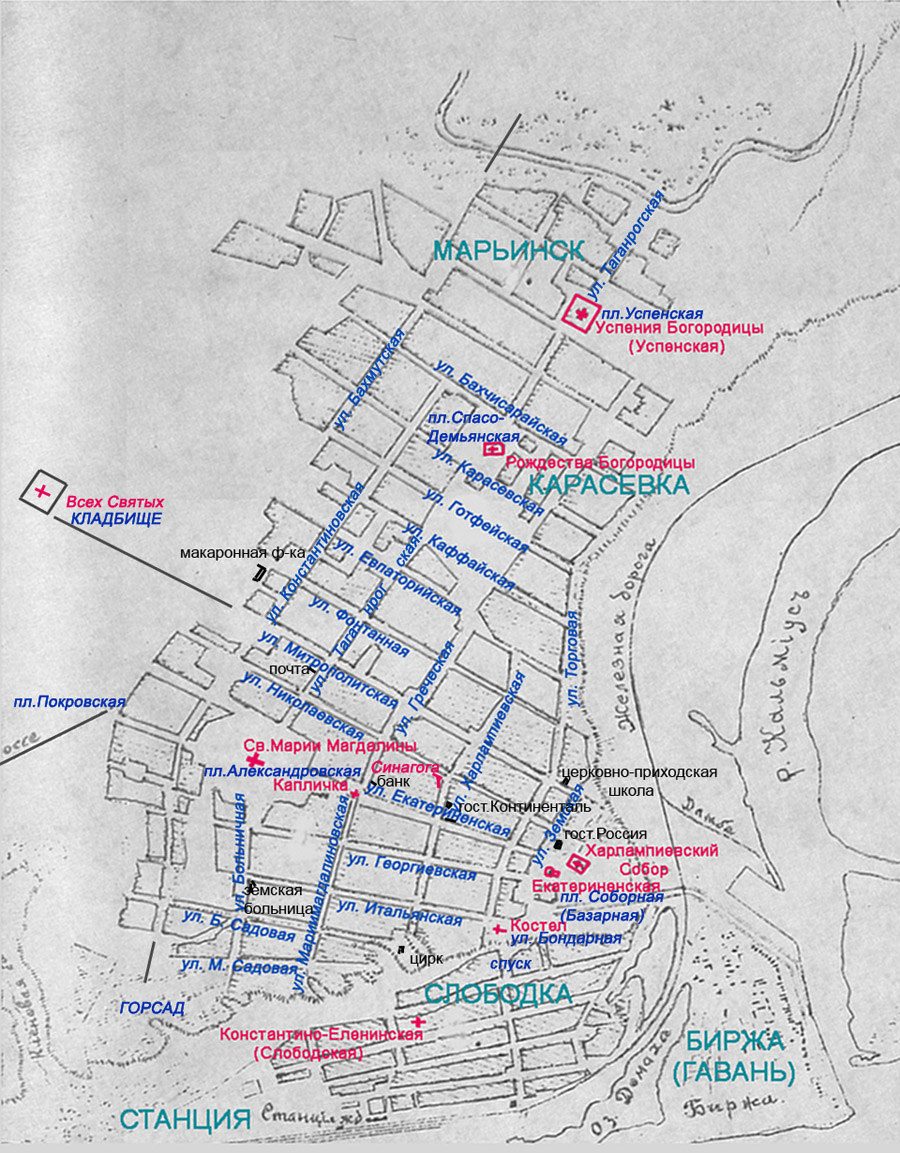
Stadtplan von 1892 mit den Sakralbauten (in roter Farbe)

Im Jahr 1892 heißt es: „Pilger spendeten – neben Geld – viele Wertsachen, Ohrringe, Gold- und Silbermünzen, Armbänder“ und andere Gegenstände, die an die Ikone gehängt wurden. Die so gesammelten Gegenstände wurden verkauft, aber die Edelsteine blieben, und die Nonnen bestickten mit diesen Edelsteinen das Gewand der Ikone. Dieses Gewand war dadurch „mit Perlen bestickt, stellenweise Perlen von seltener Größe, und mit Diamanten, Brillanten und anderen Edelsteinen besetzt“.
Die Kirche wurde im frühen 20. Jahrhundert zeitweise für die katholischen Arbeiter der Hüttenwerke geöffnet, da der Platz in der katholischen Kirche nicht ausreichte.
Nach der Oktoberrevolution wurden die Kirchen ihrer Besitztümer beraubt, da Lenin im Jahr 1921 die Beschlagnahmung per Dekret gestattete, um der Hungersnot ein Ende zu bereiten. Keine der Kirchen in Mariupol blieb davon verschont, so dass viele der Wertgegenstände verloren gingen. Für die Kathedrale ist die Entwendung von Ikonen durch Augenzeugen belegt, so dass vermutet wird, dass dies auch bei der Mariä-Himmelfahrt-Kirche erfolgte. Wohin die berühmte Ikone gebracht wurde, ist bis heute ungeklärt. Erhalten sind nur Kopien in der St.-Nikolaus-Kathedrale und in der Kirche von Tscherjomuschki. Auf Drängen der Union der militanten Ungläubigen der Ukraine (ukrainisch Спілка войовничих безвірників України), die zum Verband der kämpfenden Gottlosen gehörte, und auf Anweisung sowjetischer Behörden wurde die Kirche im Jahr 1936 gesprengt. An der Stelle der Himmelfahrtskirche wurde die Sekundarschule Nr. 36 errichtet, nach anderen Angaben der Busbahnhof, der sich gegenüber befindet.

## Baumeister
Wer die Kirchen von 1782 bzw. 1804 entwarf, ist nicht überliefert. In der Zeit, in der die Kirche 1887 neu erbaut wurde, gab es zwei Stadtbaumeister Mariupols, die für Entwurf und Bau der Kirche in Frage kämen:
- Samuel Josipowitsch Ber (ukrainisch: Самуїл Йосипович Бер / russisch Самуил Иосифович Бер)[9] (1854–1905), ausgebildet in St. Petersburg, ging spätestens 1883 nach Chabarowsk, wo er als Architekt und Rabbiner wirkte[10][11]
- Adolf Gustawowitsch Emerik (ukrainisch: Адольф Густавович Емерік / russisch: Адольф Густавович Эмерик)[9]